# Jaume Fort
Jaume Fort Mauri (Cardedeu, 25 de julho de 1966) foi um jogador de andebol espanhol, jogava como guarda-redes na Liga ASOBAL.